# Konkavan
Konkavan (lat. concavus: šupalj) znači uleknut, ugnut, izdubljen, udubljen. Suprotno je konveksan.

## Konveksan
Konveksan (lat. convexus) znači izbočen, nabrekao, ispupčen (na primjer konveksna zrcala, konveksne leće). Suprotno je konkavan.